# ژاد لاروش
ژاد لاروش (فرانسوی: Jade Laroche‎؛ زادهٔ ۸ سپتامبر ۱۹۸۹) بازیگر پورنوگرافی، مانکن و دی‌جی اهل فرانسه است. وی از سال ۲۰۰۹ میلادی تاکنون مشغول فعالیت بوده‌است.